# Filino di Cos
Filino di Cos (latino: Philinus; greco: Φιλῖνος; fl. III secolo a.C.) è stato un medico greco antico. È considerato il fondatore della Scuola empirica.
Fu allievo di Erofilo, un contemporaneo di Baccheo di Tanagra, e il predecessore di Serapione di Alessandria. Scrisse un'opera su una parte della collezione ippocratica che si opponeva a Bacchio, e anche una sulla botanica, nessuna delle quali si è conservata. È probabilmente questa seconda opera ad essere citata da Ateneo di Naucrati, Plinio il Vecchio, e Andromaco.